# Lycenchelys callista
Lycenchelys callista es una especie de pez de la familia de los Zoarcidae en el orden de los perciformes.

## Morfología
- Los machos pueden llegar a alcanzar los 20,3 cm de longitud total.
- Número de vértebras: 126-136

## Alimentación
Come bivalvos, gasterópodo y crustáceos. 

## Hábitat
Es un pez de mar y de aguas profundas que vive entre 1.200-1.830 m de profundidad.

## Distribución geográfica
Se encuentra en el Pacífico oriental: los Estados Unidos. 

## Observaciones
Es inofensivo para los humanos. 